# Alessandro Barbero
Alessandro Barbero (Torino, 30 aprile 1959) è uno storico e scrittore italiano, specializzato in storia del Medioevo e in storia militare.

## Biografia
Dopo la maturità al Liceo classico Cavour di Torino, si laurea in Lettere nel 1981 con una tesi in Storia medievale presso l'Università degli Studi di Torino dal titolo Il mito angioino nella cultura italiana e provenzale fra Duecento e Trecento, con relatore Giovanni Tabacco. Consegue poi il dottorato di ricerca alla Scuola Normale Superiore di Pisa nel 1984. Nello stesso anno vince il concorso per un posto di ricercatore in Storia medievale all'Università degli Studi di Roma Tor Vergata.
Dal 1998 è dapprima professore associato e dal 2002 al 2024 ordinario di Storia medievale al Dipartimento di Studi Umanistici dell'Università degli Studi del Piemonte Orientale "Amedeo Avogadro".
Nel 2005 viene insignito dalla Repubblica francese del titolo di Chevalier de l'ordre des Arts et des Lettres.
Dal 2010 è socio effettivo della Deputazione Subalpina di storia patria. È stato membro del comitato direttivo del Premio Strega, da cui si è dimesso nel marzo 2013. È membro del comitato di redazione della rivista Storica, e collabora con la rivista Medioevo e con i quotidiani La Stampa per l'inserto Tuttolibri e Il Sole 24 Ore per l'inserto Domenica.
Nel 2012 gli viene assegnato il Premio Le Goff e nel 2018 vince il Premio Alassio per l'informazione culturale. Nel 2020 gli viene assegnato il riconoscimento Testimone del tempo durante la 53ª edizione del Premio Acqui Storia.

È divenuto un punto di riferimento della sinistra italiana in rete dopo aver rivelato che, da giovane, è stato iscritto al PCI e dopo aver dichiarato nel 2011 di essere comunista.

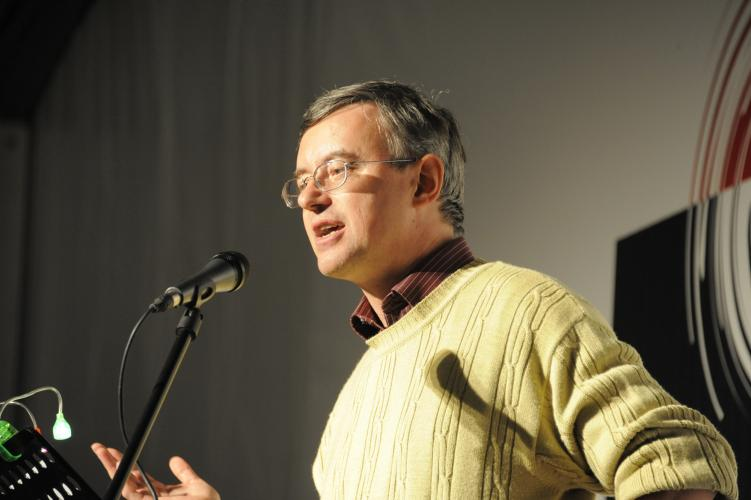
Alessandro Barbero al Festival della mente di Sarzana nel 2012

Barbero ha preso posizione contro la cosiddetta "Risoluzione del Parlamento europeo del 19 settembre 2019 sull'importanza della memoria europea per il futuro dell'Europa", che condanna tutti i regimi totalitari sia nazifascisti sia comunisti, affermando:
Barbero giudica inoltre «altrettanto limitata» la visione secondo cui il comunismo si identificherebbe «con lo stalinismo e con i regimi dei paesi del Patto di Varsavia». In occasione delle elezioni amministrative del 2021, si schiera a favore del collega e candidato sindaco di Torino Angelo d'Orsi, sostenuto da una coalizione di sinistra.
Nel 2021, Barbero (che nell'ottobre del 2020 aveva pubblicato il suo libro Dante) ha partecipato a molti convegni ed incontri in tutta l'Italia per le celebrazioni del settecentesimo anniversario della morte di Dante Alighieri, il più importante dei quali si è tenuto l'8 settembre nella Casa di Dante in Roma, a cui parteciparono, fra gli altri, anche il ministro della cultura Dario Franceschini e la ministra della giustizia Marta Cartabia.
Il 21 gennaio 2024 ha annunciato l'imminente pensione dalla cattedra di Storia medievale all'Università del Piemonte Orientale, lasciandola effettivamente nel successivo mese di ottobre 2024.

Il 29 ottobre 2024 ha ricevuto honoris causa il diploma in Archivistica, paleografia e diplomatica conferito dalla Scuola di Archivistica, paleografia e diplomatica presso l'Archivio di Stato di Firenze.

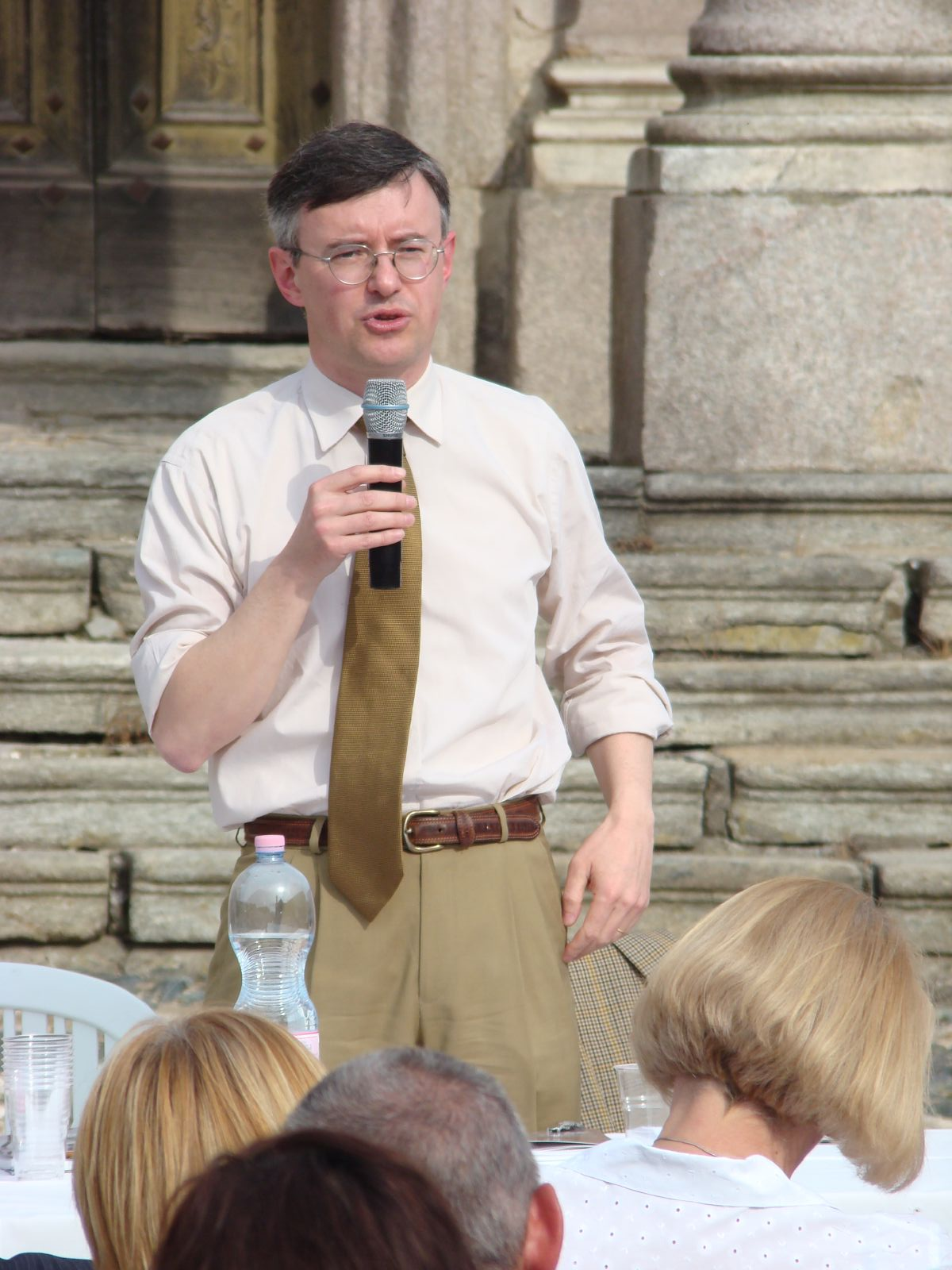
Alessandro Barbero nel 2008

### Attività di divulgazione

#### Scritti
Sulla storia medievale, nel 1994 scrive con Chiara Frugoni un Dizionario del Medioevo e nel 2000 pubblica la biografia Carlo Magno. Un padre dell'Europa. Scrive anche saggi storici incentrati sulla sua regione, il Piemonte: una storia del Piemonte, un libro sulla storia di Vercelli e uno sulla Fortezza di Fenestrelle. Nel 2010 esce il saggio Lepanto. La battaglia dei tre imperi sulla battaglia di Lepanto (pubblicato nel 2017 anche in lingua turca, col titolo İnebahtı).
Nel 2012, in collaborazione con Piero Angela, pubblica Dietro le quinte della Storia, riprendendo la formula delle conversazioni didattiche televisive con il giornalista conduttore di Superquark. Nel 2016 per la Salerno Editrice pubblica il saggio Costantino il Vincitore, che propone un'indagine sulle fonti e sulla figura del primo imperatore romano cristiano. Per la medesima casa editrice è anche direttore della collana "Aculei" dedicata ai grandi avvenimenti storici.

#### Televisione
Dal 2007 al 2022 ha collaborato a una rubrica di usi e costumi storici nella trasmissione televisiva Rai Superquark. Dal 2013 al 2017 è stato membro del comitato scientifico della trasmissione Rai 3 Il tempo e la storia, mentre dal 2017 è membro di quello di Passato e presente.
Dal 2013 è conduttore del programma a.C.d.C. in onda su Rai Storia. Nello stesso canale, nel 2020 è andato in onda il documentario da lui condotto Alighieri Durante, detto Dante. Nel 2021 conduce il documentario Ei fu. Vita, conquiste e disfatte di Napoleone Bonaparte.

A partire dal 2023, Barbero è il protagonista del programma In viaggio con Barbero, su LA7.

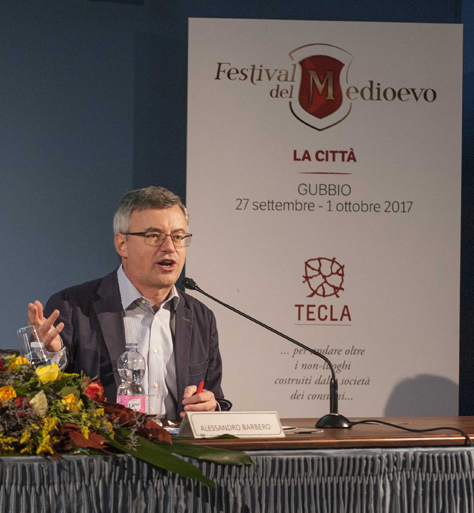
Alessandro Barbero al Festival del Medioevo nel 2017

#### Conferenze e attività sul web
Barbero ha acquisito popolarità su Internet tramite video e podcast di suoi interventi a conferenze, festival e università, registrati e caricati su varie piattaforme.
Oltre al medioevo, ambito in cui è specializzato, ha anche trattato di storia greca e romana, guerre napoleoniche, Risorgimento, prima e seconda guerra mondiale, guerra fredda e fascismo. Nel 2023 ha avviato per Chora Media Chiedilo a Barbero, un podcast in cui risponde a domande sulla storia che vengono inviate dagli ascoltatori. Nel 2025 annuncia l'abbandono del podcast.
L'apprezzamento da parte di un vasto pubblico è stato documentato dall'Enciclopedia Treccani nella voce del neologismo "barberismo".

### Attività letteraria
Nel 1996 Barbero ha esordito come romanziere vincendo il Premio Strega con il romanzo Bella vita e guerre altrui di Mr. Pyle, gentiluomo. Nel 2011 pubblica il romanzo storico Gli occhi di Venezia, che vince il Premio Alessandro Manzoni - Città di Lecco.

## Vita privata
Sposato due volte, ha un figlio giornalista.

## Opere

### Saggi
- Il mito angioino nella cultura italiana e provenzale fra Duecento e Trecento, collana Biblioteca Storica Subalpina, Torino, Deputazione subalpina di storia patria, 1983.
- L'aristocrazia nella società francese del Medioevo. Analisi delle fonti letterarie (secoli X-XIII), Bologna, Cappelli, 1987. - Collana Storia e Società, Roma-Bari, Laterza, 2021, ISBN 978-88-581-4527-2.
- Un santo in famiglia. Vocazione religiosa e resistenze sociali nell'agiografia latina medievale, Torino, Rosenberg & Sellier, 1991, ISBN 88-7011-433-3.
- Amministrazione e giustizia nell'Italia del Nord fra Trecento e Settecento: casi di studio, con Giovanni Tocci, Bologna, Patron, 1994.
- Dizionario del Medioevo, con Chiara Frugoni, Roma-Bari, Laterza, 1994, ISBN 88-420-4495-4.
- Un'oligarchia urbana. Politica ed economia a Torino fra Tre e Quattrocento, Roma, Viella, 1995, ISBN 88-85669-37-9.
- La cavalleria medievale, Roma, Jouvence, 1999, ISBN 88-7801-306-4.
- Medioevo. Storia di voci, racconto di immagini, con Chiara Frugoni, Roma-Bari, Laterza, 1999, ISBN 88-420-5850-5.
- Carlo Magno. Un padre dell'Europa, Collana Storia e Società, Roma-Bari, Laterza, 2000, ISBN 88-420-6054-2.
- Valle d'Aosta medievale, Napoli, Liguori Editore, 2000, ISBN 88-207-3162-2.
- Benedette iene, in Francesco Antonioli (a cura di), La Bibbia dei non credenti. Protagonisti della vita italiana sfidano il Libro dei libri, Casale Monferrato, Piemme, 2002, pp. 124-127, ISBN 88-384-6504-5.
- Il ducato di Savoia. Amministrazione e corte di uno stato franco-italiano, 1416-1536, Collana Quadrante, Roma-Bari, Laterza, 2002, ISBN 88-420-6708-3.
- La guerra in Europa dal Rinascimento a Napoleone, Roma, Carocci, 2003, ISBN 88-430-2697-6.
- La battaglia. Storia di Waterloo, Collana I Robinson. Letture, Roma-Bari, Laterza, 2003, ISBN 88-420-6979-5. [tradotto in 6 lingue].
- Bonifacio VIII e la casa di Francia, in Bonifacio VIII. Atti del XXXIX Convegno storico internazionale. Todi, 13-16 ottobre 2002, Spoleto, Fondazione Centro italiano di studi sull'alto Medioevo, 2003, ISBN 88-7988-406-9.
- 9 agosto 378. Il giorno dei barbari, Collana I Robinson. Letture, Roma-Bari, Laterza, 2005, ISBN 88-420-7765-8.
- Barbari. Immigrati, profughi, deportati nell'impero romano, Collana Storia e Società, Roma-Bari, Laterza, 2006, ISBN 88-420-8082-9.
- Civiltà del tempo, fotografie di Pepi Merisio, Roma, Ecra, 2007, 978-88-6558-026-4.
- Terre d'acqua. I vercellesi all'epoca delle crociate, Roma-Bari, Laterza, 2007, ISBN 978-88-420-8330-6.
- Storia del Piemonte. Dalla preistoria alla globalizzazione, Torino, Einaudi, 2008, ISBN 978-88-06-18594-7.
- Benedette guerre. Crociate e jihad, Collana Saggi Tascabili, Roma-Bari, Laterza, 2009, ISBN 978-88-420-8987-2.
- Lepanto. La battaglia dei tre imperi, Collana I Robinson. Letture, Roma-Bari, Laterza, 2010, ISBN 978-88-420-8893-6.
- Il ronzino del vescovo. Una fonte notarile, Prima lezione di metodo storico, Roma-Bari, Laterza, 2010, ISBN 978-8842092209.
- Il divano di Istanbul, Collana Alle 8 della sera, Palermo, Sellerio, 2011, ISBN 88-389-2538-0.
- 29 maggio 1176. Barbarossa sconfitto a Legnano, Roma-Bari, Laterza, 2011, pubblicato in e-book.
- Dietro le quinte della storia. La vita quotidiana attraverso il tempo, con Piero Angela, Milano, Rizzoli, 2012, ISBN 978-88-17-06147-6.
- Capitolo I tre papi di san Francesco, in I volti del potere, Laterza, 2012, ISBN 978-88-420-9980-2.
- I prigionieri dei Savoia. La vera storia della congiura di Fenestrelle, Collana I Robinson. Letture, Roma-Bari, Laterza, 2012, ISBN 978-88-420-9566-8.
- Solimano il Magnifico, Roma-Bari, Laterza, 2012, pubblicato in e-book.
- Straniero. L'invasore, l'esule, l'altro, con Maurizio Bettini, Milano, Encyclomedia, 2012, ISBN 978-88-97514-29-9.
- 1289. La battaglia di Campaldino, Roma-Bari, Laterza, 2013, pubblicato in e-book.
- Donne, madonne, mercanti e cavalieri. Sei storie medievali, Collana I Robinson. Letture, Roma-Bari, Laterza, 2013, ISBN 978-88-581-0857-4.
- Costantino il Vincitore, Collezione Biblioteca Storica, Roma, Salerno Editore, 2016, ISBN 978-88-6973-138-9.
- Le parole del papa. Da Gregorio VII a Francesco, Collana I Robinson. Letture, Roma-Bari, Laterza, 2016. ISBN 978-88-581-2577-9.
- Federico il Grande, Collana Alle 8 della sera, Palermo, Sellerio, 2007, ISBN 88-389-2225-X; Collana La memoria, Sellerio, 2017, ISBN 978-88-389-3692-0.
- A che ora si mangia? Approssimazioni linguistiche all'orario dei pasti (secoli XVIII-XXI), collana Elements, n. 1, Macerata, Quodlibet, 2017, ISBN 978-88-229-0046-3.
- Napoleone e l'arte della guerra. A partire da Guerra e pace di Lev Tolstoj, in Romanzi nel tempo. Come la letteratura racconta la storia, Roma-Bari, Laterza, 2017, ISBN 978-88-581-2916-6.
- Caporetto, Collana Cultura storica, Roma-Bari, Laterza, 2017, ISBN 978-88-581-2980-7.
- Dante, Collana I Robinson, Roma-Bari, Laterza, 2020, ISBN 978-88-581-4164-9.
- Inventare i libri. L'avventura di Filippo e Lucantonio Giunti, pionieri dell'editoria moderna, Collana I fondamenti, Firenze, Giunti, 2022, ISBN 978-88-098-6191-6.
- All'arme! All'arme! I priori fanno carne!, Collana I Robinson, Roma-Bari, Laterza, 2023, ISBN 978-88-581-5257-7.
- San Francesco, collana I Robinson. Letture, Roma-Bari, Laterza, 2025, ISBN 88-58-155-32-7.

#### Altri contributi
- "Storiografia di Corte del Quattrocento piemontese", in AA.VV., Piemonte medievale. Forme del potere e della società. Studi per Giovanni Tabacco, Collana Saggi, Torino, Einaudi, 1985, ISBN 978-88-065-8248-7.

### Narrativa
- Bella vita e guerre altrui di Mr. Pyle, gentiluomo, Collana Scrittori italiani e stranieri, Milano, Mondadori, 1995, ISBN 88-04-40087-0. - Vincitore del Premio Strega 1996, tradotto in sette lingue.
- Romanzo russo, Collana Scrittori italiani e stranieri, Milano, Mondadori, 1998, ISBN 88-04-45063-0.
- L'ultimo rosa di Lautrec, Collana Scrittori italiani e stranieri, Milano, Mondadori, 2001, ISBN 978-88-044-8708-1.
- Poeta al comando, Collana Scrittori italiani e stranieri, Milano, Mondadori, 2003, ISBN 978-88-045-1215-8.  Poeta al comando, Collana La memoria, Palermo, Sellerio, 2022, ISBN 978-88-389-4301-0.
- Gli occhi di Venezia, Collana Omnibus, Milano, Mondadori, 2011, ISBN 978-88-04-59543-4. - Vincitore del "Premio Alessandro Manzoni - città di Lecco" 2011.[31]
- New York, 14ª, Siena, Barbera, 2012, ISBN 978-88-7899-559-8.
- Le ateniesi, Collana Scrittori italiani e stranieri, Milano, Mondadori, 2015, ISBN 978-88-04-65235-9.
- Alabama, Collana La memoria, Palermo, Sellerio, 2021, ISBN 978-88-389-4194-8.
- Brick for stone, Collana La memoria, Palermo, Sellerio, 2023, ISBN 978-88-389-4466-6.

### Traduzioni
- Stephen Crane, Il segno rosso del coraggio, Collana I Classici Classici n.61, Milano, Frassinelli, 1998, ISBN 978-88-768-4523-9. - con uno scritto di A. Barbero, Collana Oscar Classici n.663, Milano, Mondadori, 2012, ISBN 978-88-045-8590-9; Collana La memoria n.1219, Palermo, Sellerio, 2022, ISBN 978-88-389-4269-3.
- La voglia dei cazzi e altri fabliaux medievali, traduzione di Alessandro Barbero, Vercelli, Mercurio, 2009, ISBN 978-88-95522-32-6. - Vercelli, Effedì, 2020, ISBN 978-88-859-5062-7.

### Curatele
- Storia d'Europa e del Mediterraneo, diretta da, 15 voll., Roma, Salerno, 2006-2017, ISBN 88-8402-525-7.
  - riedita da Il Corriere della Sera col titolo La Storia. Italia, Europa, Mediterraneo. Dall'antichità all'era della globalizzazione, 30 voll., Milano, RCS MediaGroup, 2016.

### Manuali scolastici
- Alessandro Barbero e Chiara Frugoni, La storia racconta. Per la Scuola media., Laterza, 2023, ISBN 978-88-081-9976-8.
- Alessandro Barbero e Sandro Carocci, Storia in chiaro. Per le Scuole superiori., Laterza, 2023, ISBN 978-88-421-1924-1.
- Alessandro Barbero e Sandro Carocci, Lo spazio umano - Corso integrato di Storia ed Educazione civica, Laterza, 2022, ISBN 978-88-421-1901-2.

## Radio
- Carlo Magno - audiodocumentario (2003, Rai Radio 2)
- La battaglia di Adrianopoli - tratto da 9 agosto 378. Adrianopoli il giorno dei barbari - audiodocumentario (2005, Rai Radio 2)
- Federico il Grande - audiodocumentario (2006, Rai Radio 2)
- Il divano di Istanbul - audiodocumentario (2009, Rai Radio 2)

## Televisione (parziale)
- Speciale Superquark: Carlo Magno. La corona e la spada (Rai 1, 14 dicembre 2005, ospite)
- Superquark (Rai 1, 2007-2022, ospite)
- a.C.d.C. (Rai Storia, dal 2013)
- Il tempo e la storia (Rai 3, 2013-2017)
- Passato e presente (Rai 3, dal 2017, ospite)
- La bussola e la clessidra (Rai Storia, dal 2020)
- Alighieri Durante, detto Dante (Rai Storia, 2020)
- Ei fu. Vita, conquiste e disfatte di Napoleone Bonaparte (Rai Storia, 2021)
- 1492. L'America e non solo (Rai Storia, 2022)
- Nel secolo breve (Rai Storia, Rai 3, 2023)
- Noos - L'avventura della conoscenza (Rai 1, dal 2023, ospite)
- In viaggio con Barbero (LA7, dal 2023)
- Barbero risponde (LA7, dal 2024)

## Videografia
- 25 dicembre 800: l'incoronazione di Carlo Magno, in Lezioni di storia: i giorni di Roma, n. 4, Il Messaggero/Laterza (2007) (DVD della conferenza tenuta all'Auditorium Parco della Musica di Roma)
- Dante. Medioevo da non credere; aCdC speciale. Rai storia

## Podcast
- Il podcast di Alessandro Barbero: Lezioni e Conferenze di Storia, curato da Fabrizio Mele
- Chiedilo a Barbero, di Alessandro Barbero e Davide Savelli, prodotto da Intesa San Paolo e Chora Media
- Le grandi battaglie della Storia, di Alessandro Barbero, prodotto da Frame-Festival della Comunicazione
- Alessandro Barbero. La storia, le storie, una serie di lezioni-conferenze realizzate per Intesa Sanpaolo